# أويغو (نيويورك)
أويغو (بالإنجليزية: Owego, New York)‏ هي بلدة أمريكية تقع في الولايات المتحدة في مقاطعة تيوغا. يقدر عدد سكانها بـ 19,883 نسمة ومساحتها 273.9 كم2 .

## أعلام
- توماس تشافيلد